# Praia do Ribeirão da Ilha

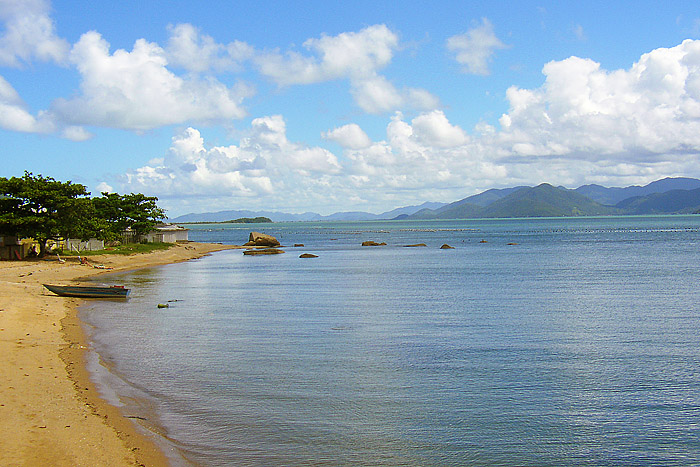
Vue de la plage de Ribeirão da Ilha.

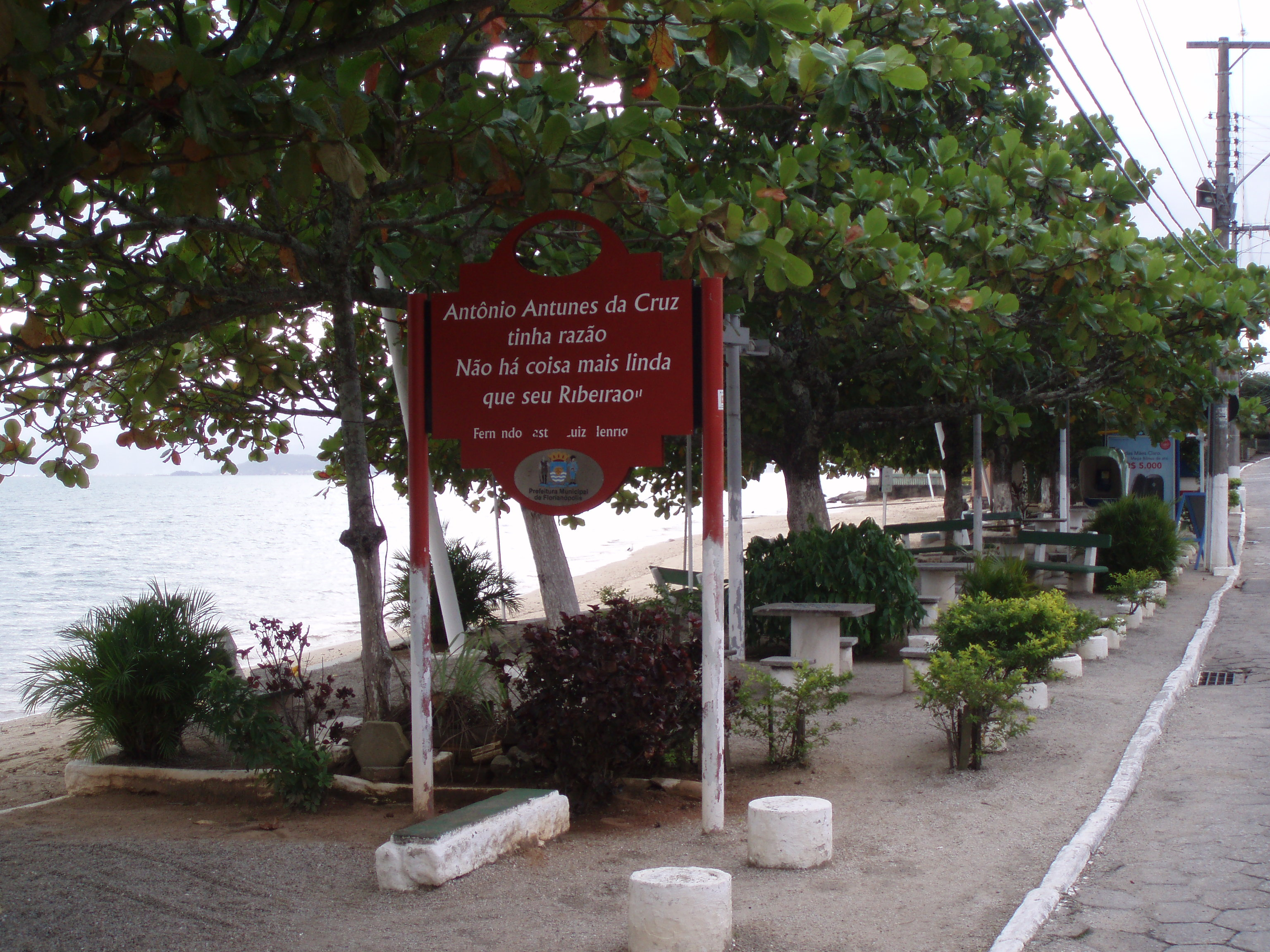
La promenade au bord de la plage, dans la localité de Freguesia do Ribeirão.

Praia do Ribeirão da Ilha est une plage de la municipalité de Florianópolis, au Brésil. Elle se situe au sud-ouest de l'île, sur les rivages de la baie Sud. 
Située dans la localité de Freguesia do Ribeirão, elle est plus fréquentée par les promeneurs et les habitants que par les baigneurs.  